# 小型潜水艦シミュレーター
小型潜水艦シミュレータ（こがたせんすいかんシミュレータ、mobile submarine simulator、MOSS）MK70は、アメリカ海軍の潜水艦が使用したソナーデコイである。

## 解説
10インチの車両で、爆発性の弾頭を持たないが、アクティブなソナーエコーと、発射する潜水艦のものと極めて類似するように記録されたパッシブな音響シグネチャの両方を生成することができた。MOSSの目的は、同じ音響シグネチャーを持つ複数のターゲットを作り出すことでした。
MOSSはもともとグールド社が開発したもので、ウェスティングハウス社がその部門を買収するまでは、グールド社によって開発されていた。現在の水中訓練用ターゲットの中には、MOSSの設計を模したものもある。
MOSSは1976年に初めて就役し、1980年代から1990年代半ばに撤去されるまで、すべてのアメリカの弾道ミサイル潜水艦に配備された。

## 参照
- ADM-160 MALD